# Mieczysława Biegańska
Mieczysława Biegańska (ur. 2 kwietnia 1866 w Gołaszewie, zm. 3 czerwca 1954 w Częstochowie) – polska nauczycielka, działaczka społeczna i oświatowa.

## Życiorys
Urodzona 2 kwietnia 1866 w Gołaszewie w powiecie włocławskim jako córka inż. Henryka Rozenfelda i Ludwiki z d. Płoskiej. Jej bratem był Karol Rozenfeld-Rożkowski. Ukończyła gimnazjum w Warszawie i wyższe kursy dla kobiet w Krakowie. Na początku lat 1880. przeniosła się wraz z rodzicami do Częstochowy i podjęła pracę jako nauczycielka w żeńskiej pensji, w której uczyła języka polskiego.
W 1885 została żoną lekarza Władysława Biegańskiego. Wspólnie z mężem aktywnie angażowała się w działalność społeczną, m.in. należała do Towarzystwa Szerzenia Wiedzy, Polskiego Towarzystwa Krajoznawczego i zarządu Towarzystwa Opieki Szkolnej w Częstochowie, była także wśród organizatorów Wystawy Przemysłu i Rolnictwa w Częstochowie w 1909 roku, a w latach 1915–1917 jako jedyna kobieta wykładała na kursach samokształceniowych w Częstochowie.
Po śmierci w 1917 męża, który był inicjatorem stworzenia w mieście publicznej biblioteki, zajęła się jej organizacją ze Stanisławem Biernackim, a następnie przekazała do niej 100 pozycji ze zbiorów męża. Sympatyzowała z ideą równouprawnienia kobiet, którą aktywnie promowała, a w grudniu 1918 została wybrana do zarządu Narodowej Organizacji Wyborczej Kobiet Polskich, która w kolejnym roku podporządkowała się strukturom Związku Ludowo-Narodowego. Była zaangażowana w działalność spółdzielczą w Stowarzyszeniu Spółdzielczym „Jedność”.
W 1930 z inicjatywy prof. Władysława Szumowskiego wydała biografię męża i napisała szkic o Cyprianie Norwidzie. Pod koniec życia ok. 1200 książek z księgozbioru męża oraz pamiątki po nim zapisała Głównej Bibliotece Lekarskiej w Warszawie.
Zmarła 3 czerwca 1954 w Częstochowie i pochowana została na cmentarzu Kule.
Z małżeństwa z Władysławem Biegańskim miała córkę Halinę Płodowską (doktor filozofii) i Ludomirę Wandę Królikowską (doktor chemii).